# Il meraviglioso paese oltre la nebbia
Il meraviglioso paese oltre la nebbia (霧のむこうのふしぎな町?, Kiri no mukō no fushigi na machi) è un romanzo fantastico del 1975 di Sachiko Kashiwaba. Esso ha ispirato il regista Hayao Miyazaki nella realizzazione del suo film d'animazione La città incantata.
In Italia è stato pubblicato nel 2003 da Kappa Edizioni e ristampato nel 2011 con il titolo La città incantata al di là delle nebbie. Successivamente è apparso in una nuova edizione del 2015 pubblicato da Kappalab, con il titolo La città incantata.

## Trama
Uesugi Rina, la protagonista del racconto, frequenta il sesto anno e abita a Shizuoka. Su consiglio del padre decide di trascorrere l'estate nella Valle della Nebbia, dove la sua famiglia ha delle conoscenze. Prima di partire Rina riceve dal genitore un ombrellino rosso con una testa di pagliaccio, che diverrà la sua guida. Dopo varie avventure giunge alla Valle della Nebbia, detta anche "Strada Matta", dove trascorre le proprie vacanze al maniero di Pipity Picotte, un'anziana signora che si occupa della pensione locale. Rina scopre che, per restare a Strada Matta, dovrà lavorare e mantenersi da sola. Durante la sua vacanza la ragazza cresce, scopre nuovi aspetti di se stessa e impara a conoscere nuove emozioni e sentimenti, stringendo amicizia con gli abitanti del posto. Quando ormai i suoi giorni nella Valle della Nebbia sono alla fine riceve da ognuno dei nuovi amici un regalo, oltre all'invito a tornare l'anno seguente.

## Edizioni
- Sachiko Kashiwaba, Il meraviglioso paese oltre la nebbia, traduzione di Marta Fogato, Bologna, Kappa Edizioni, 2003, ISBN 88-7471-023-2.
- Sachiko Kashiwaba, La città incantata al di là delle nebbie, traduzione di Marta Fogato, Bologna, Kappa Edizioni, 2011, ISBN 978-88-7471-297-7.
- Sachiko Kashiwaba, La città incantata, traduzione di Marta Fogato, Bologna, Kappalab, 2015, ISBN 978-88-9800-263-4